# Martinet d'Assam
Apus acuticauda
Espèce
Statut de conservation UICN

 VU D1 : Vulnérable
Le Martinet d'Assam (Apus acuticauda) est une espèce de martinets, oiseaux appartenant à la famille des Apodidés.
C'est une espèce monotypique (non subdivisée en sous-espèces), Apus acuticauda rupchandi Koelz, 1954 étant invalide.

## Aire de répartition
Elle est très discontinue, comprenant quatre aires, une première au Bhoutan, une autre plus étendue en Inde (Assam, Meghalaya et Mizoram), une troisième en Birmanie et la dernière en Thaïlande.